# Canotaje en los Juegos Panamericanos
El canotaje fue admitido en los Juegos Panamericanos desde la décima edición que se celebró en Indianápolis (Estados Unidos) en 1987.

## Ediciones
| N.º  | Año  | Sede           | País                 |
| ---- | ---- | -------------- | -------------------- |
| I    | 1987 | Indianápolis   | Estados Unidos       |
| II   | 1991 | La Habana      | Cuba                 |
| III  | 1995 | Mar del Plata  | Argentina            |
| IV   | 1999 | Winnipeg       | Canadá               |
| V    | 2003 | Santo Domingo  | República Dominicana |
| VI   | 2007 | Río de Janeiro | Brasil               |
| VII  | 2011 | Guadalajara    | México               |
| VIII | 2015 | Toronto        | Canadá               |
| IX   | 2019 | Lima           | Perú                 |
| X    | 2023 | Santiago       | Chile                |

## Medallero histórico
- Actualizado hasta Santiago 2023.[1][2][3][4][5][6]

| Núm. | País           | Oro | Plata | Bronce | Total |
| ---- | -------------- | --- | ----- | ------ | ----- |
| 1    | Cuba           | 39  | 24    | 17     | 80    |
| 2    | Estados Unidos | 31  | 17    | 17     | 65    |
| 3    | Canadá         | 30  | 37    | 31     | 98    |
| 4    | Brasil         | 13  | 20    | 19     | 52    |
| 5    | Argentina      | 14  | 20    | 24     | 58    |
| 6    | México         | 9   | 10    | 19     | 38    |
| 7    | Ecuador        | 1   | 2     | 1      | 4     |
| 8    | Chile          | 0   | 6     | 1      | 7     |
| 9    | Venezuela      | 0   | 1     | 4      | 5     |
| 10   | Paraguay       | 0   | 0     | 2      | 2     |
| 11   | Colombia       | 0   | 0     | 1      | 1     |
| 11   | Perú           | 0   | 0     | 1      | 1     |
| 11   | Uruguay        | 0   | 0     | 1      | 1     |
|      | TOTAL          | 137 | 137   | 138    | 412   |